# パティ・スミス
パティ・スミス（Patti Smith, 1946年12月30日 - ）は、アメリカ合衆国出身の女性シンガーソングライター、ミュージシャン、詩人。
ニューヨーク・パンクシーンで台頭し、1970年代はパティ・スミス・グループ名義で活動、「クイーン・オブ・パンク（パンクの女王)」とも称された。早くから詩や文学の方面にも進出し、それらをテーマにした創作活動を展開している。
2007年『ロックの殿堂』入り。ローリング・ストーン誌選出『歴史上最も偉大な100人のシンガー』第83位、同『歴史上最も偉大な100組のアーティスト』第47位、Q誌選出『歴史上最も偉大な100人のシンガー』第49位を記録。

## 来歴

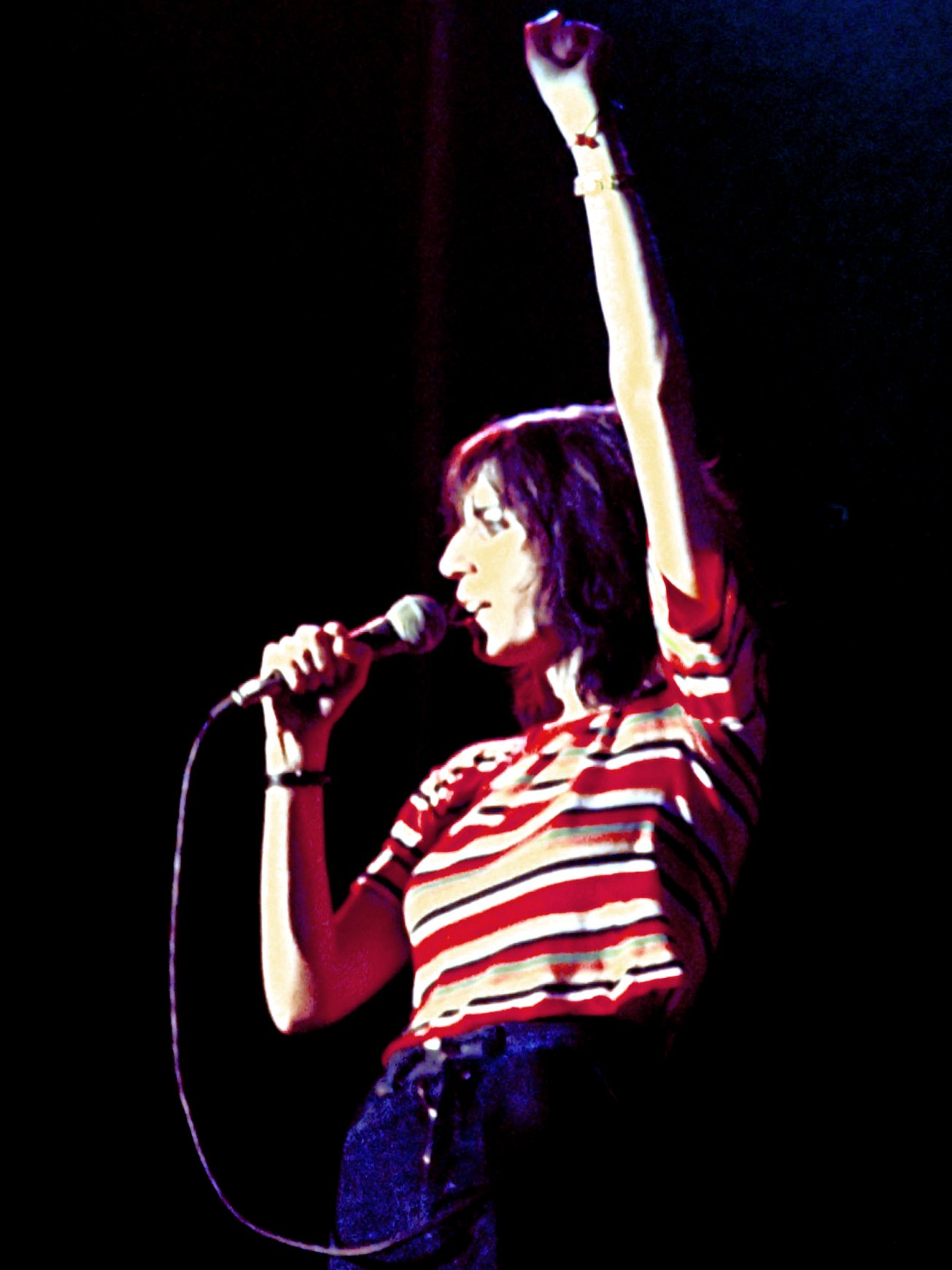
デビュー当時のパティ (1976年10月)

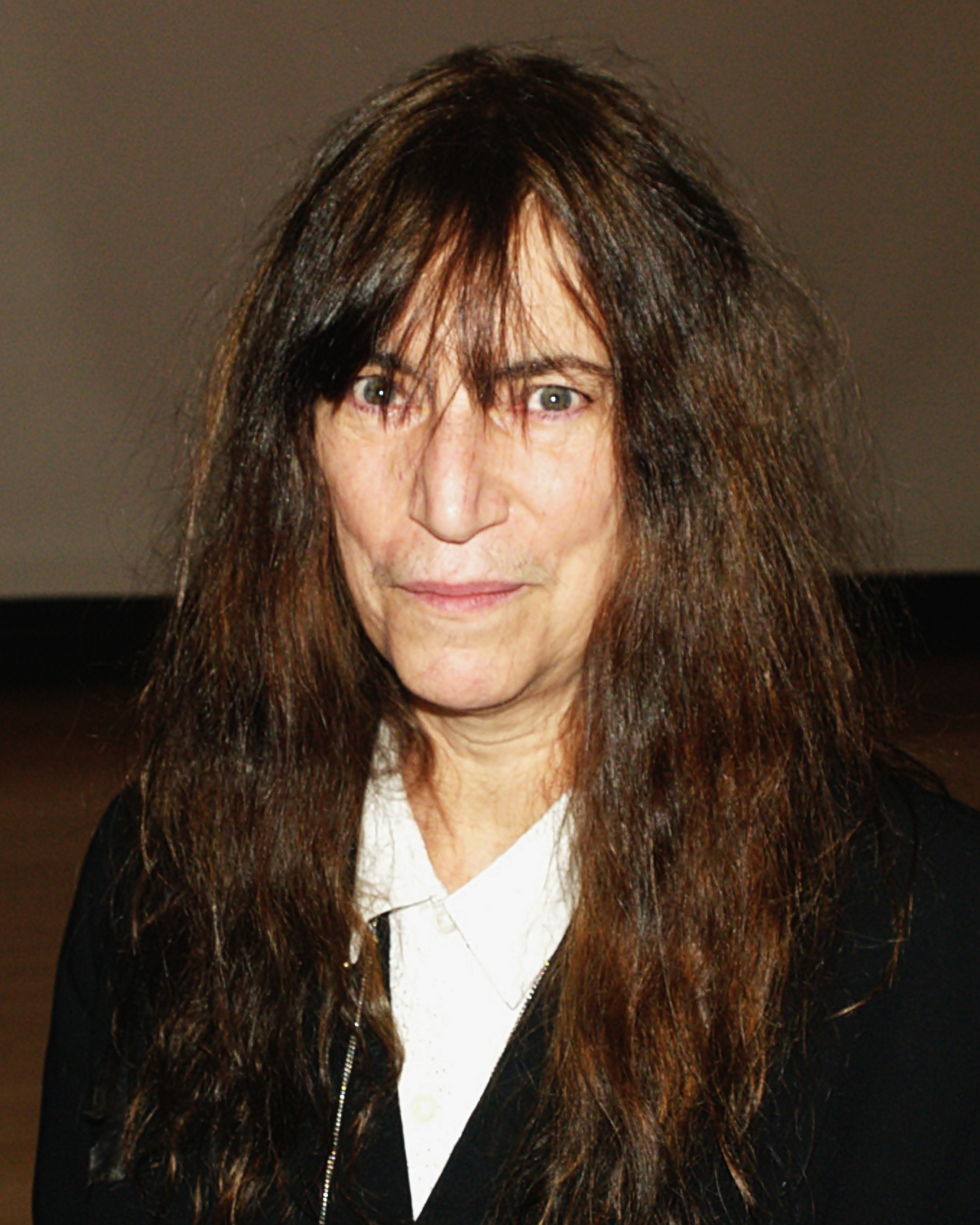
「National Book Critics Circle」にて (2011年3月)

シカゴで生まれ、ニュージャージーで育った。15歳の頃ピスファクトリーで大学進学の費用を稼ぎながらアルチュール・ランボーやボブ・ディランを始めとするアーティストに強い憧れを抱き、当初はそうした人々の愛人となることを目指してニューヨークへ移住するが、ロバート・メイプルソープらとの交流によって、自身もアーティストの一員であることを自覚した。
1967年、21歳の時に女の子を出産するが、養子に出す。
1969年、ニューヨークに移住し、詩を書いたり演劇に出演したりするなどの芸術活動を始めた。その頃レニー・ケイと出会い、自身が舞台で詩を朗読し、そのバックでケイが音楽を演奏するスタイルで活動をし始める。1973年頃から、リチャード・ソールがキーボード（ピアノ）として加わる。その後、周囲の評価が高まり、インディーズ・シングルを発売したり、オムニバス作品に参加するようになる。そして1974年、ドラマーとしてジェイ・ディ・ドゥーティー、ベーシストとしてアイヴァン・クラールを迎え、5人組バンドとして本格的に活動を開始する。
1975年に、29歳で発表したデビュー作『ホーセス』は、メイプルソープによるジャケット写真も話題となり、特に、ヴァン・モリソンを己の詩情を交えてパンキッシュにカバーした「グロリア」は、パンククラシックの一つとして知られている。1977年にはステージから落下する事故にあい約半年の入院と1年のリハビリ生活を余儀なくされた。1978年発表のサード・アルバム『イースター』からは、ブルース・スプリングスティーンと共作した「ビコーズ・ザ・ナイト」が、ビルボードのシングル・チャートで13位のヒットとなる。
その後、フレッド・スミス（元MC5）との結婚生活のため長くアーティスト活動から離れていたが、1988年に夫フレッドと共作した9年ぶりの5thアルバム『ドリーム・オブ・ライフ』発表。しかし1994年、フレッドが死去する。
1990年代後半から再びコンスタントに作品を発表するようになり、1997年1月に初来日公演が実現した。
2001年（2日目グリーン・ステージ）、2002年（1日目フィールド・オブ・ヘブン、2日目レッド・マーキー）と、2年連続でフジ・ロック・フェスティバルに出演。2003年7月には、赤坂BLITZなどで、単独公演による来日も果たした。
2007年には、初のカバー・アルバム『トゥウェルブ』発表。
2008年、写真家のスティーヴン・セブリングが、11年間パティに密着して撮影したドキュメンタリー映画『パティ・スミス:ドリーム・オブ・ライフ』が公開され、日本でも2009年に公開された。
2010年1月には、著作『ジャスト・キッズ』を上梓。メイプルソープと出会い、同居しながらそれぞれの創作活動を始めた時期を回想している。この回想記の執筆は、亡くなる直前のメイプルソープに頼まれて約束したことだったと話している。同作で全米図書賞を受賞。
2013年、10年ぶりの来日公演。2015年には処女作『ホーセス』発売40年を記念して、同アルバムの全曲を演奏するライブを開催。
2016年、ピアニストの愛娘ジェシー・パリス・スミスと3年ぶりに来日し、フィリップ・グラス、久石譲、村上春樹と共演。同年末にノーベル文学賞を受賞した、知己でもあるボブ・ディランの代役で授賞式に出席。

## 人物
芥川龍之介を「私が愛してやまない作家たち」と語っており、芥川や太宰治の『人間失格』をオマージュしたドローイングを制作している。2025年の来日時には芥川や太宰、小津安二郎の墓参りにも行っている。

## 影響
女性ロックシンガー先駆者の一人で、特にその激しい歌唱法は、彼女をルーツとした文脈で語られることが多い。
1970年代当時は男性がロックスターの地位を占め、まして過激なパンクに至っては女性ミュージシャンは遥かに少なく、しかもデビューは30歳近い遅咲きでもあった。そんな中で過激な歌唱や男性的・美青年風ルックスで一躍スターの一人となったパティ・スミスは、ロック史に残る存在になった。
また、元来のパンキッシュ精神に基づいた宗教批判・恋愛の不満について女性が声高に叫ぶなど、文学性やアナーキー性の高いリリックも注目を集めた。後進のR.E.M.、ソニック・ユース、U2、ニック・ケイヴ、元ザ・スミスのモリッシー、パール・ジャム、PJ ハーヴェイ、ジェフ・バックリィ、レディオヘッドのトム・ヨークといったフォロワー達に、数多く影響を与えている。

## ギャラリー

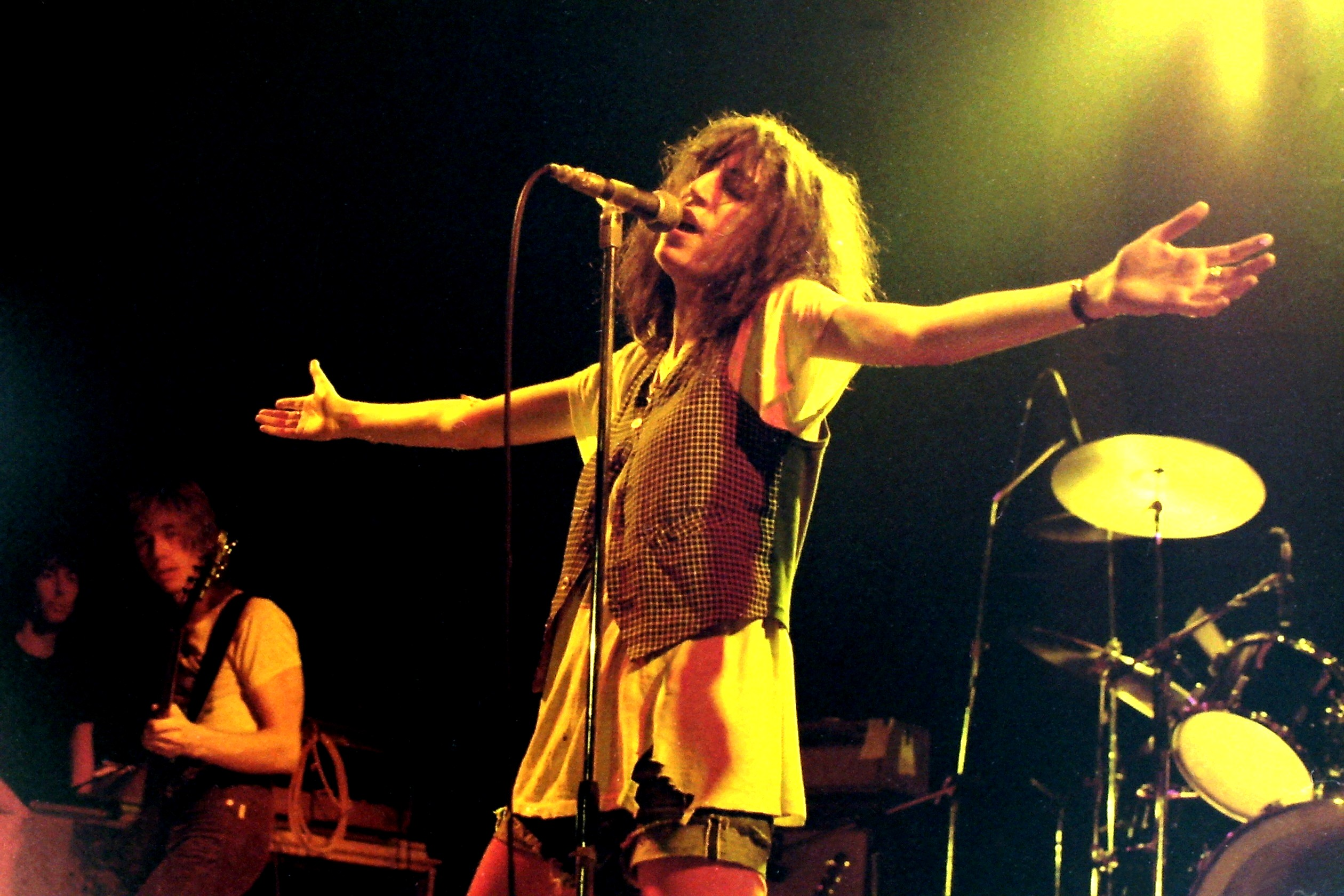
ドイツ・マンハイム公演 (1978年3月)
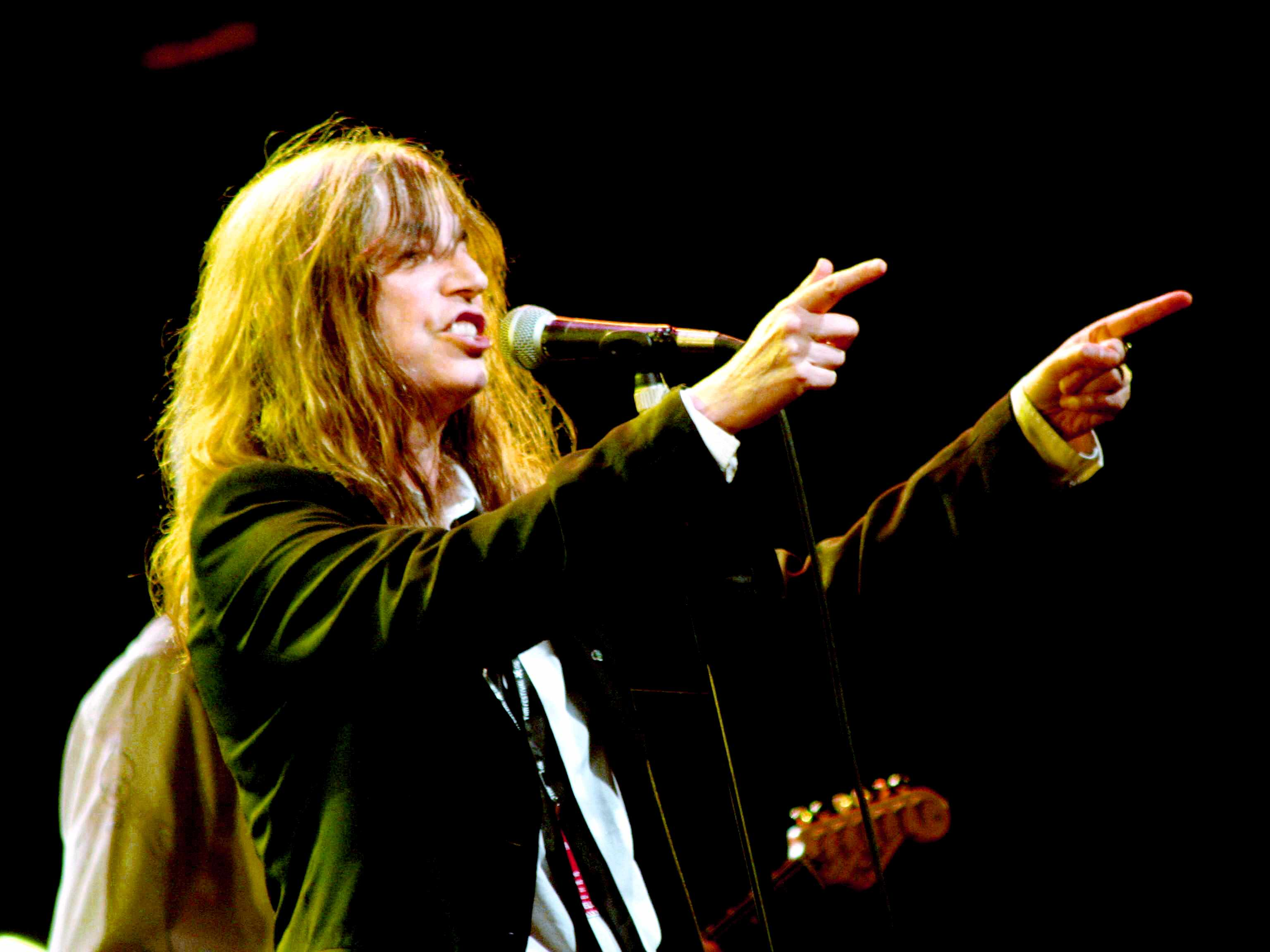
ブラジル・リオデジャネイロ公演 (2006年10月)
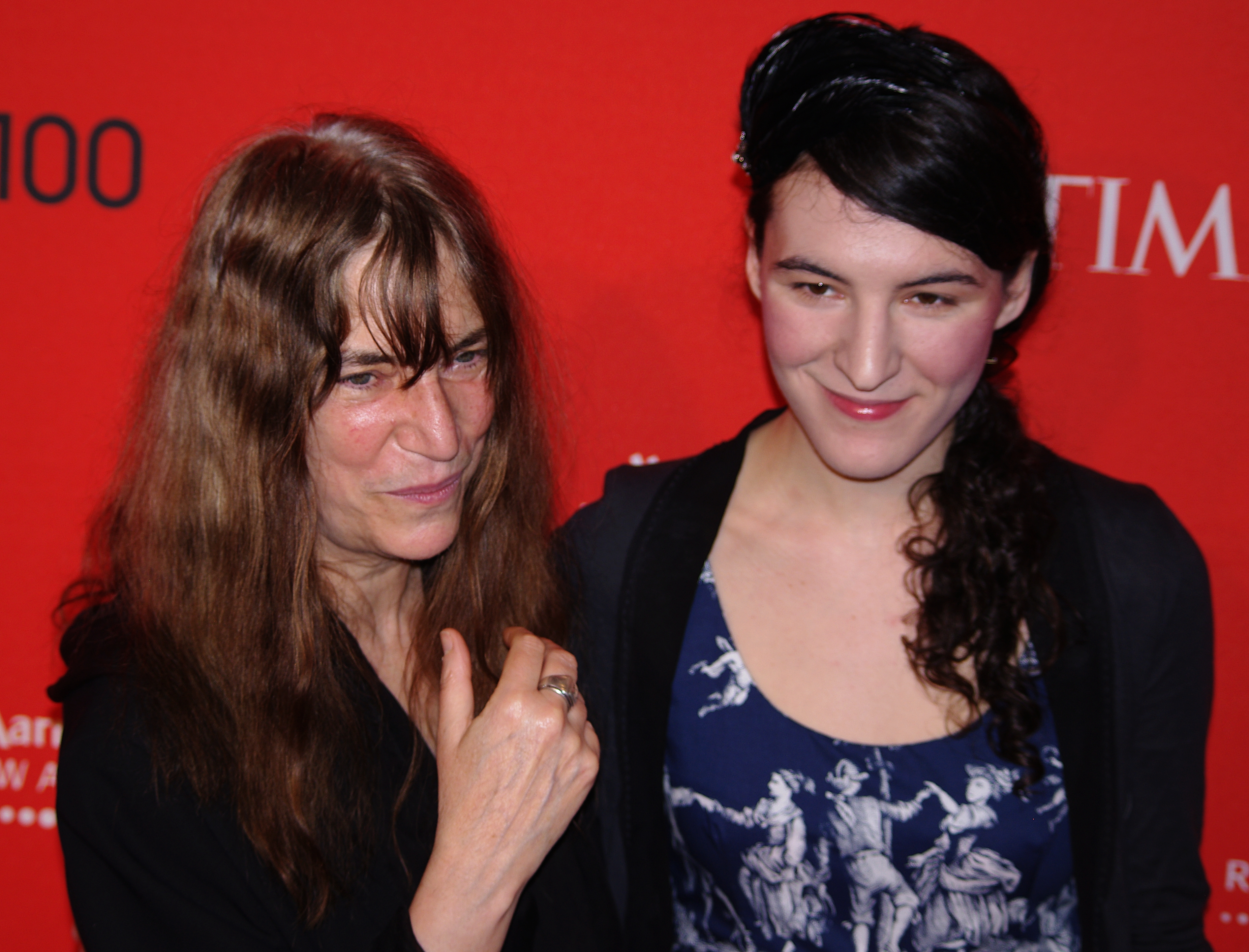
愛娘ジェシーと (2011年4月)
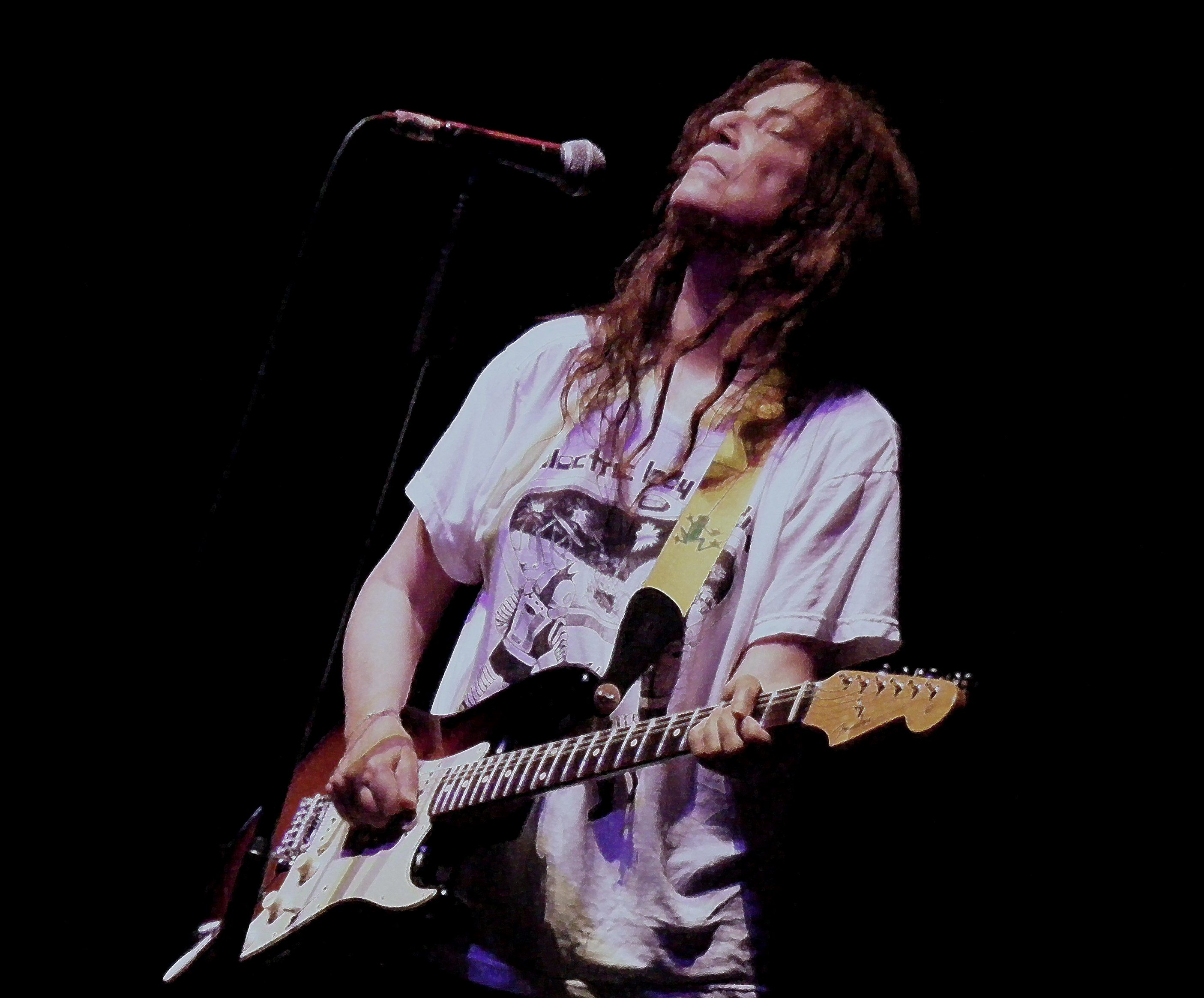
ギターを弾くパティ - UK.リーズ公演 (2012年9月)
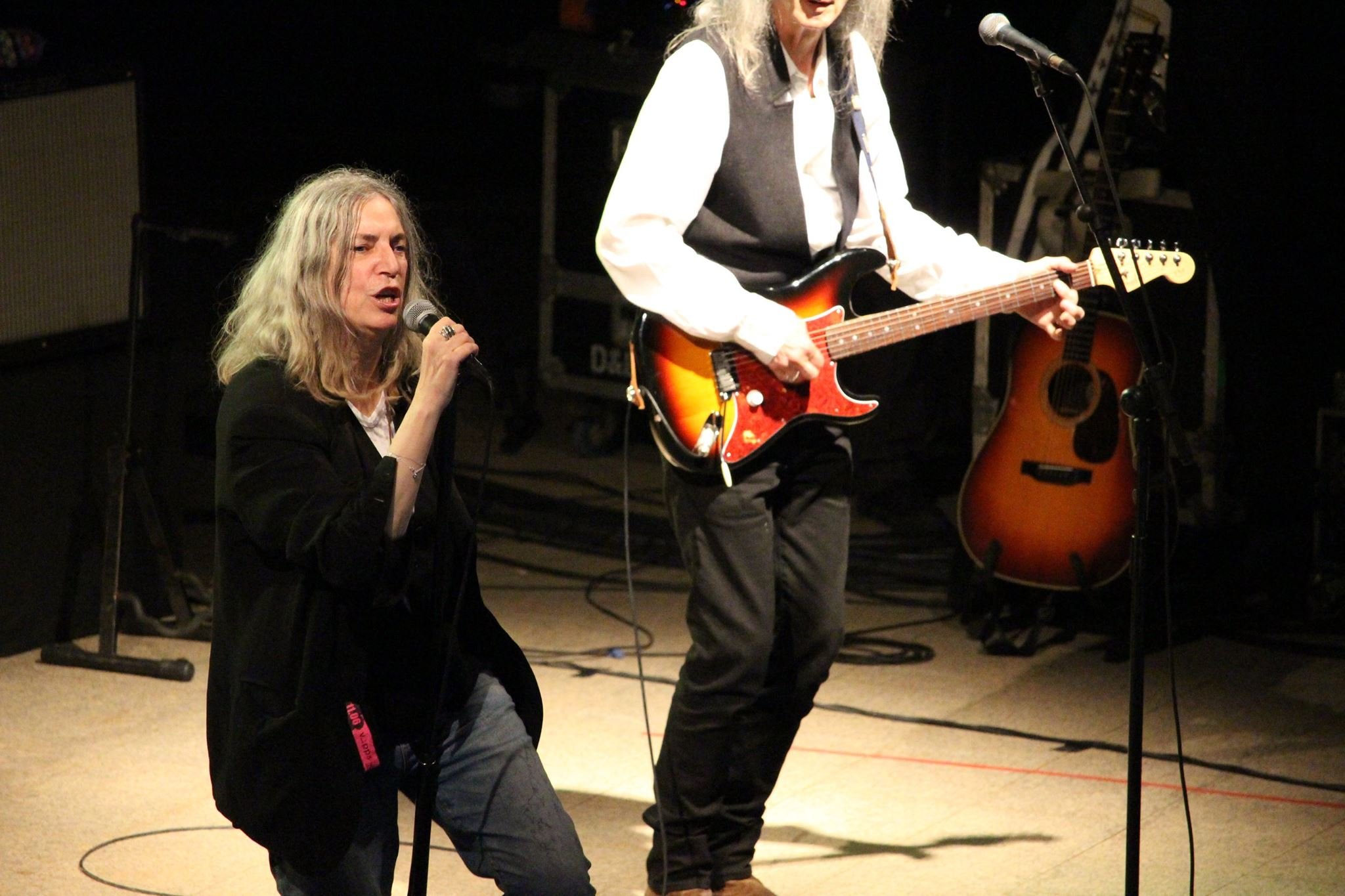
イタリア・ザッフェラーナ公演 (2015年6月)
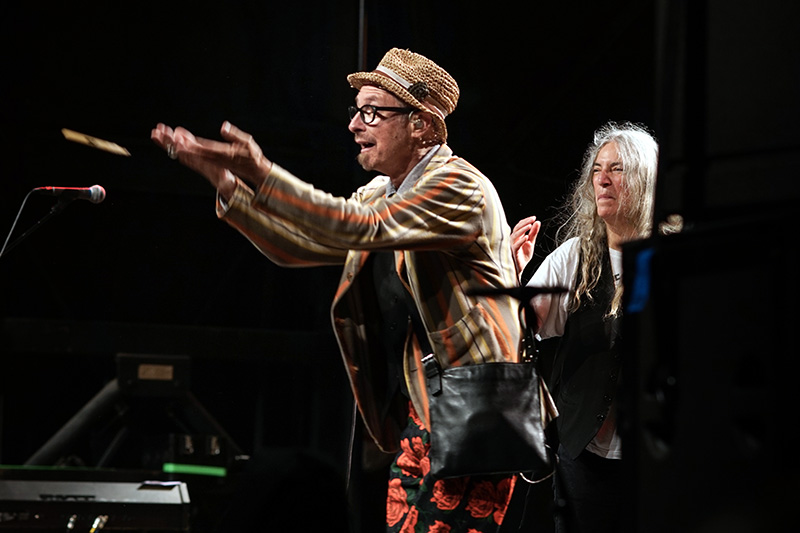
デンマーク公演 (2017年9月)

## パティ・スミス・グループ

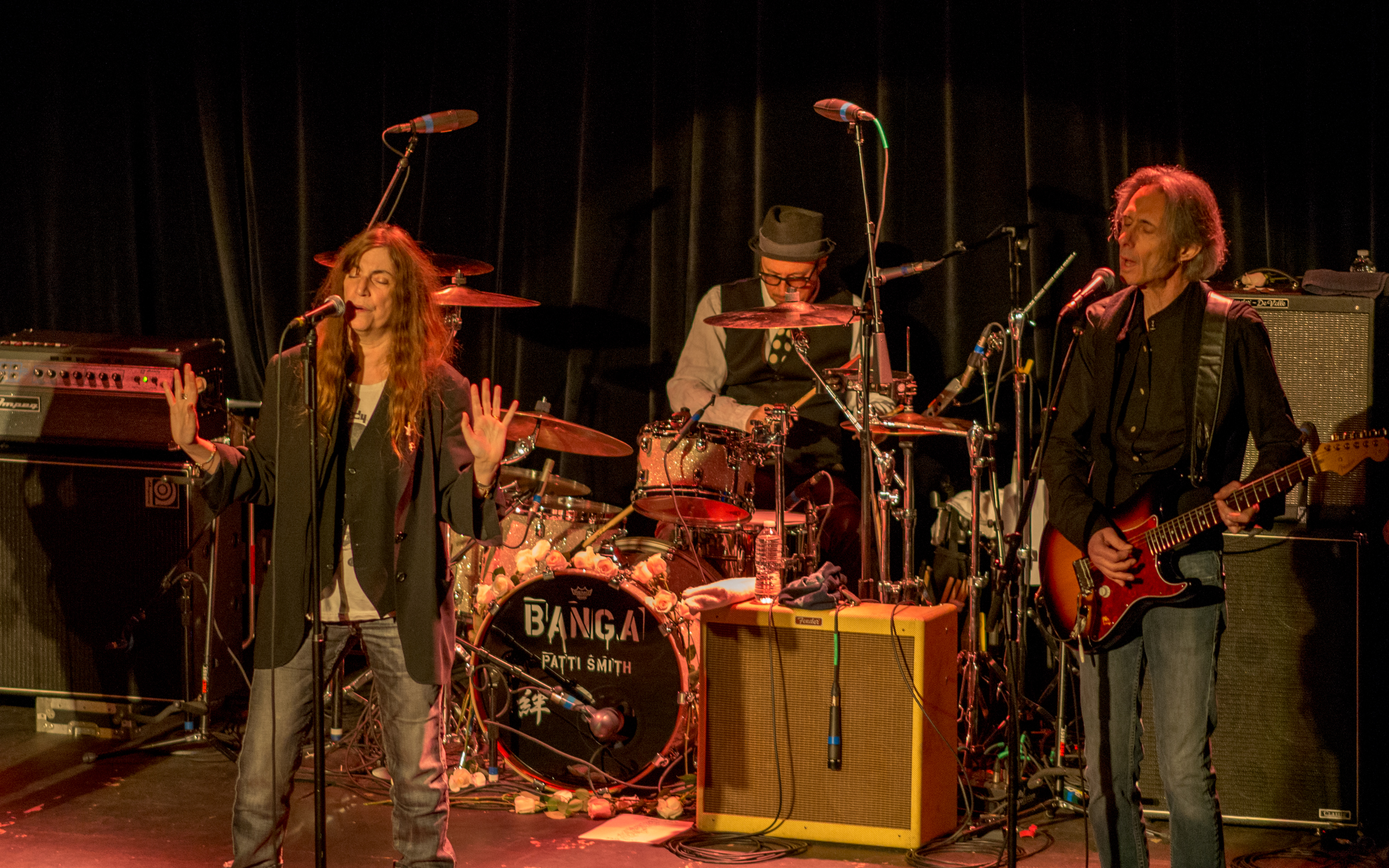
USA.シアトル公演 (2013年2月)

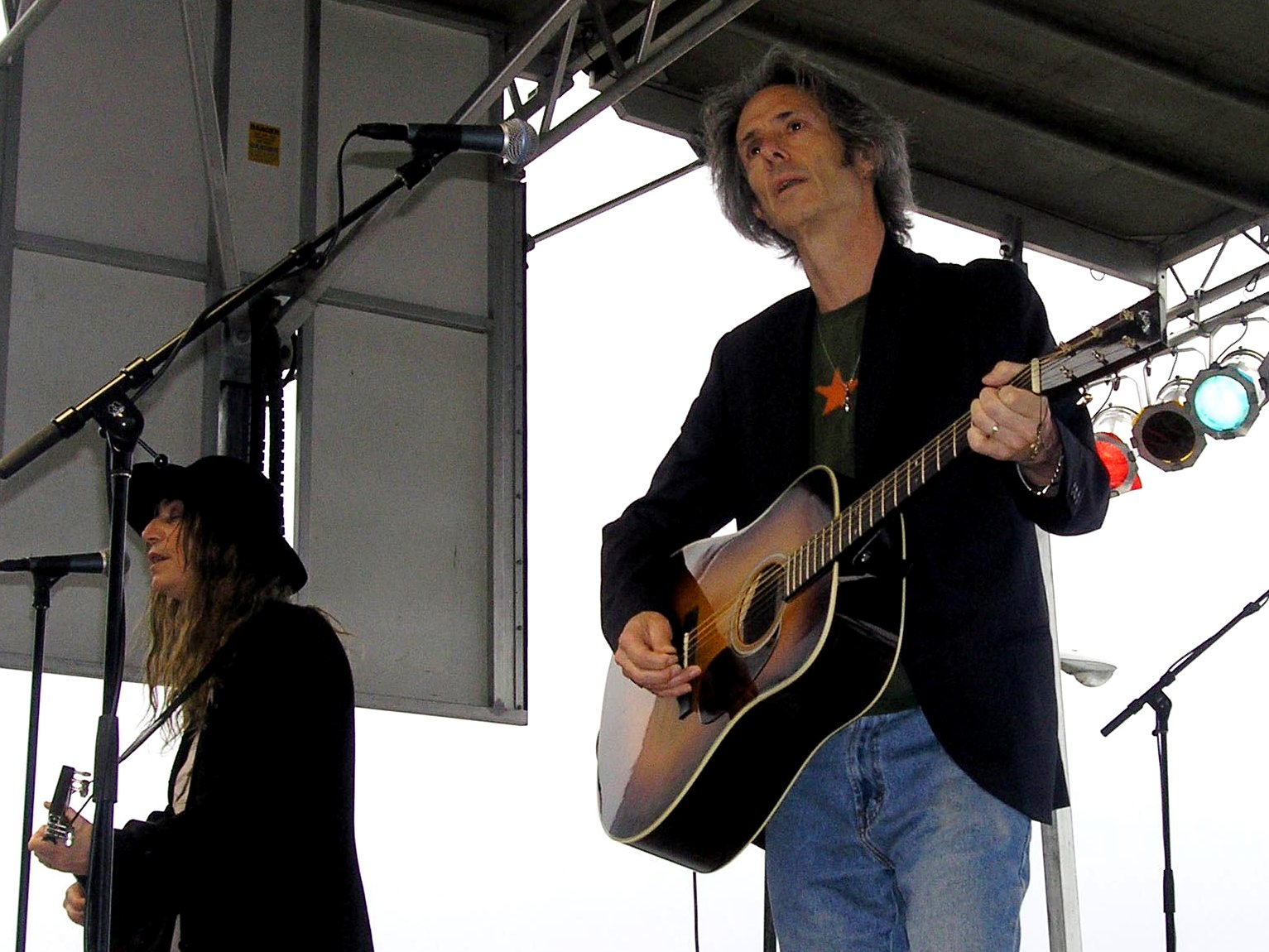
長年の音楽パートナー レニー・ケイ (2007年8月)

主に1974年頃から、パティが結婚のため一線を退く1979年頃まで活動（作品としては『ウェイヴ』まで)。以降ソロ名義のバンドも含む。

### 現ラインナップ
- パティ・スミス (Patti Smith) - ボーカル、ギター (1974年- )
- レニー・ケイ (Lenny Kaye) - リードギター (1974年-1979年、1996年- )
- ジャクソン・スミス (Jackson Smith) - ギター (2016年- )
- トニー・シャナハン (Tony Shanahan) - ベース、キーボード (1996年- )
- ジェイ・ディ・ドゥーティー (Jay Dee Daugherty) - ドラムス (1975年-1979年、1988年、1996年- )

### 旧メンバー
- リチャード・ソール (Richard Sohl) - キーボード (1974年-1977年、1979年、1988年) ※1990年死去
- アイヴァン・クラール (Ivan Kral) - ベース (1975年-1979年) ※2022年死去
- ブルース・ブロディ (Bruce Brody) - キーボード (1977年-1978年)
- フレッド・スミス (Fred "Sonic" Smith) - ギター (1988年) ※1994年死去
- オリバー・レイ (Oliver Ray) - ギター (1996年-2005年)
- ジャック・ペトラゼリ (Jack Petruzzelli) - ギター (2006年-2016年)

## ディスコグラフィ

### スタジオ・アルバム
- 『ホーセス』 - Horses (1975年)
- 『ラジオ・エチオピア』 - Radio Ethiopia (1976年) ※パティ・スミス・グループ名義
- 『イースター』 - Easter (1978年) ※パティ・スミス・グループ名義
- 『ウェイヴ』 - Wave (1979年) ※パティ・スミス・グループ名義
- 『ドリーム・オブ・ライフ』 - Dream Of Life (1988年)
- 『ゴーン・アゲイン』 - Gone Again (1996年)
- 『ピース・アンド・ノイズ』 - Peace And Noise (1997年)
- 『ガンホー』 - Gung Ho (2000年)
- 『トランピン』 - Trampin' (2004年)
- 『トゥウェルブ』 - Twelve (2007年) ※カバー・アルバム
- 『バンガ』 - Banga (2012年)

### コンピレーション・アルバム
- 『ランド（1975-2002）:グレイテスト・ヒッツ』 - Land (1975-2002) (2002年)

## 著作
- 『バベル』 - Babel (1978年) ※日本語版は山形浩生/中上哲夫/梅沢葉子訳で思潮社から出版 (1994年)。原詩も収録。ただし、原著とは少し編集が異なる。
- 『メイプルソープの花』 - Flowers (1990年) ※ロバート・メイプルソープ著の写真集。文をパティ・スミスが担当。高野育郎訳でJICC出版局から出版 (1992年)。
- 『パティ・スミス完全版』 - Patti Smith Complete: Lyrics, Reflections & Notes for the Future (1998年) ※日本語版は東玲子訳でアップリンクから出版（2000年）。
- 『無垢の予兆 パティ・スミス詩集』 - Auguries of Innocence (2005年) ※日本語版は東玲子訳で河出書房新社から出版（2012年）。
- 『ジャスト・キッズ』 - Just Kids (2010年) ※日本語版はにむらじゅんこ/小林薫訳で河出書房新社から出版（2012年）。